# Llista dels gèneres de la família de les asteràcies
La llista dels gèneres de la família de les asteràcies (Asteraceae) Aquesta família inclou les margarides, les margaridoies, els margaridots, els gira-sols, les carxofes i els crisantems. Segons NCBI:
- Subfamília Asteroideae
  - tribu Anthemideae
    - Gènere Aaronsohnia
    - Gènere Achillea
    - Gènere Adenanthellum
    - Gènere Adenoglossa
    - Gènere Ajania
    - Gènere Allardia
    - Gènere Anacyclus
    - Gènere Anthemis
    - Gènere Argyranthemum
    - Gènere Artemisia
    - Gènere Artemisiella
    - Gènere Asaemia
    - Gènere Athanasia
    - Gènere Brachanthemum
    - Gènere Castrilanthemum
    - Gènere Chamaemelum
    - Gènere Chlamydophora
    - Gènere Chrysanthemum
    - Gènere Chrysanthoglossum
    - Gènere Cladanthus
    - Gènere Coleostephus
    - Gènere Cota
    - Gènere Cotula
    - Gènere Crossostephium
    - Gènere Cymbopappus
    - Gènere Daveaua
    - Gènere Dichrocephala
    - Gènere Elachanthemum
    - Gènere Endopappus
    - Gènere Eriocephalus
    - Gènere Eumorphia
    - Gènere Filifolium
    - Gènere Foveolina
    - Gènere Glossopappus
    - Gènere Gonospermum
    - Gènere Gymnopentzia
    - Gènere Handelia
    - Gènere Heliocauta
    - Gènere Heteranthemis
    - Gènere Heteromera
    - Gènere Hilliardia
    - Gènere Hippia
    - Gènere Hippolytia
    - Gènere Hulteniella
    - Gènere Hymenolepis
    - Gènere Hymenostemma
    - Gènere Inezia
    - Gènere Inulanthera
    - Gènere Ismelia
    - Gènere Kaschgaria
    - Gènere Lasiospermum
    - Gènere Lepidolopha
    - Gènere Lepidolopsis
    - Gènere Lepidophorum
    - Gènere Leptinella
    - Gènere Leucanthemella
    - Gènere Leucanthemopsis
    - Gènere Leucanthemum
    - Gènere Leucocyclus
    - Gènere Leucoptera
    - Gènere Lidbeckia
    - Gènere Lonas
    - Gènere Lugoa
    - Gènere Marasmodes
    - Gènere Matricaria
    - Gènere Mauranthemum
    - Gènere Mausolea
    - Gènere Mecomischus
    - Gènere Microcephala
    - Gènere Myxopappus
    - Gènere Nananthea
    - Gènere Neopallasia
    - Gènere Nipponanthemum
    - Gènere Nivellea
    - Gènere Oncosiphon
    - Gènere Opisthopappus
    - Gènere Osmitopsis
    - Gènere Otanthus
    - Gènere Otospermum
    - Gènere Pentzia
    - Gènere Phaeostigma
    - Gènere Phalacrocarpum
    - Gènere Phymaspermum
    - Gènere Picrothamnus
    - Gènere Plagius
    - Gènere Prolongoa
    - Gènere Pseudohandelia
    - Gènere Rennera
    - Gènere Rhetinolepis
    - Gènere Rhodanthemum
    - Gènere Richteria
    - Gènere Santolina
    - Gènere Schistostephium
    - Gènere Sclerorhachis
    - Gènere Seriphidium
    - Gènere Soliva
    - Gènere Sphaeromeria
    - Gènere Stilpnolepis
    - Gènere Tanacetopsis
    - Gènere Tanacetum
    - Gènere Thaminophyllum
    - Gènere Trichanthemis
    - Gènere Tridactylina
    - Gènere Tripleurospermum
    - Gènere Turaniphytum
    - Gènere Ursinia
    - Gènere Xylanthemum

  - tribu Astereae
    - Gènere Acamptopappus
    - Gènere Achnophora
    - Gènere Almutaster
    - Gènere Amellus
    - Gènere Ampelaster
    - Gènere Amphiachyris
    - Gènere Amphipappus
    - Gènere Aphanostephus
    - Gènere Apopyros
    - Gènere Archibaccharis
    - Gènere Arida
    - Gènere Aster
    - Gènere Asteropsis
    - Gènere Astranthium
    - Gènere Aztecaster
    - Gènere Baccharis
    - Gènere Batopilasia
    - Gènere Bellis
    - Gènere Bellium
    - Gènere Benitoa
    - Gènere Bigelowia
    - Gènere Blakiella
    - Gènere Boltonia
    - Gènere Brachyscome
    - Gènere Brintonia
    - Gènere Callistephus
    - Gènere Calotis
    - Gènere Camptacra
    - Gènere Canadanthus
    - Gènere Celmisia
    - Gènere Chaetopappa
    - Gènere Chiliophyllum
    - Gènere Chiliotrichiopsis
    - Gènere Chiliotrichum
    - Gènere Chloracantha
    - Gènere Chrysocoma
    - Gènere Chrysoma
    - Gènere Chrysopsis
    - Gènere Chrysothamnus
    - Gènere Columbiadoria
    - Gènere Commidendrum
    - Gènere Conyza
    - Gènere Corethrogyne
    - Gènere Crinitaria
    - Gènere Croptilon
    - Gènere Cuniculotinus
    - Gènere Damnamenia
    - Gènere Darwiniothamnus
    - Gènere Dichaetophora
    - Gènere Dieteria
    - Gènere Diplostephium
    - Gènere Doellingeria
    - Gènere Eastwoodia
    - Gènere Egletes
    - Gènere Elachanthus
    - Gènere Ericameria
    - Gènere Erigeron
    - Gènere Erodiophyllum
    - Gènere Eucephalus
    - Gènere Eurybia
    - Gènere Euthamia
    - Gènere Felicia
    - Gènere Floscaldasia
    - Gènere Formania
    - Gènere Galatella
    - Gènere Geissolepis
    - Gènere Grangea
    - Gènere Grindelia
    - Gènere Gundlachia
    - Gènere Gutierrezia
    - Gènere Guynesomia
    - Gènere Gymnosperma
    - Gènere Haplopappus
    - Gènere Hazardia
    - Gènere Herrickia
    - Gènere Heteropappus
    - Gènere Heterothalamus
    - Gènere Heterotheca
    - Gènere Hinterhubera
    - Gènere Hysterionica
    - Gènere Inulopsis
    - Gènere Ionactis
    - Gènere Isocoma
    - Gènere Kalimeris
    - Gènere Keysseria
    - Gènere Kippistia
    - Gènere Laennecia
    - Gènere Laestadia
    - Gènere Lagenophora
    - Gènere Lepidophyllum
    - Gènere Lessingia
    - Gènere Llerasia
    - Gènere Lorandersonia
    - Gènere Machaeranthera
    - Gènere Madagaster
    - Gènere Mairia
    - Gènere Melanodendron
    - Gènere Microgyne
    - Gènere Minuria
    - Gènere Monoptilon
    - Gènere Myriactis
    - Gènere Nannoglottis
    - Gènere Nardophyllum
    - Gènere Neja
    - Gènere Nestotus
    - Gènere Nidorella
    - Gènere Nolletia
    - Gènere Noticastrum
    - Gènere Novenia
    - Gènere Olearia
    - Gènere Oonopsis
    - Gènere Oreochrysum
    - Gènere Oreostemma
    - Gènere Oritrophium
    - Gènere Pachystegia
    - Gènere Parastrephia
    - Gènere Pentachaeta
    - Gènere Peripleura
    - Gènere Petradoria
    - Gènere Pityopsis
    - Gènere Plagiocheilus
    - Gènere Pleurophyllum
    - Gènere Podocoma
    - Gènere Poecilolepis
    - Gènere Polyarrhena
    - Gènere Printzia
    - Gènere Psiadia
    - Gènere Psilactis
    - Gènere Pteronia
    - Gènere Pyrrocoma
    - Gènere Rayjacksonia
    - Gènere Remya
    - Gènere Rhynchospermum
    - Gènere Rigiopappus
    - Gènere Sericocarpus
    - Gènere Sheareria
    - Gènere Solenogyne
    - Gènere Solidago
    - Gènere Sommerfeltia
    - Gènere Stenotus
    - Gènere Symphyotrichum
    - Gènere Tetramolopium
    - Gènere Thurovia
    - Gènere Toiyabea
    - Gènere Tonestus
    - Gènere Townsendia
    - Gènere Tracyina
    - Gènere Triniteurybia
    - Gènere Tripolium
    - Gènere Vittadinia
    - Gènere Welwitschiella
    - Gènere Westoniella
    - Gènere Xanthisma
    - Gènere Xanthocephalum
    - Gènere Xylorhiza
    - Gènere Xylothamia
    - Gènere Zyrphelis

  - tribu Athroismeae
    - Gènere Anisopappus
    - Gènere Athroisma
    - Gènere Blepharispermum
    - Gènere Centipeda

  - tribu Bahieae
    - Gènere Achyropappus
    - Gènere Amauriopsis
    - Gènere Bahia
    - Gènere Bartlettia
    - Gènere Chaetymenia
    - Gènere Chamaechaenactis
    - Gènere Espejoa
    - Gènere Florestina
    - Gènere Hymenopappus
    - Gènere Hymenothrix
    - Gènere Hypericophyllum
    - Gènere Loxothysanus
    - Gènere Palafoxia
    - Gènere Peucephyllum
    - Gènere Picradeniopsis
    - Gènere Platyschkuhria
    - Gènere Psathyrotopsis
    - Gènere Schkuhria
    - Gènere Thymopsis

  - tribu Calenduleae
    - Gènere Calendula
    - Gènere Chrysanthemoides
    - Gènere Dimorphotheca
    - Gènere Garuleum
    - Gènere Gibbaria
    - Gènere Osteospermum
    - Gènere Tripteris

  - tribu Chaenactideae
    - Gènere Chaenactis
    - Gènere Dimeresia
    - Gènere Orochaenactis

  - tribu Coreopsideae
    - Gènere Bidens
    - Gènere Chrysanthellum
    - Gènere Coreocarpus
    - Gènere Coreopsis
    - Gènere Cosmos
    - Gènere Dahlia
    - Gènere Dicranocarpus
    - Gènere Ericentrodea
    - Gènere Fitchia
    - Gènere Glossogyne
    - Gènere Goldmanella
    - Gènere Henricksonia
    - Gènere Heterosperma
    - Gènere Isostigma
    - Gènere Megalodonta
    - Gènere Narvalina
    - Gènere Oparanthus
    - Gènere Petrobium
    - Gènere Selleophytum
    - Gènere Thelesperma

  - tribu Doroniceae
    - Gènere Doronicum

  - tribu Eupatorieae
    - Gènere Ageratina
    - Gènere Ageratum
    - Gènere Austroeupatorium
    - Gènere Brickellia
    - Gènere Campuloclinium
    - Gènere Carphephorus
    - Gènere Carphochaete
    - Gènere Chromolaena
    - Gènere Conoclinium
    - Gènere Critonia
    - Gènere Cronquistia
    - Gènere Eupatorium
    - Gènere Eutrochium
    - Gènere Fleischmannia
    - Gènere Hofmeisteria
    - Gènere Koanophyllon
    - Gènere Liatris
    - Gènere Mikania
    - Gènere Paneroa
    - Gènere Piqueria
    - Gènere Praxelis
    - Gènere Revealia
    - Gènere Stevia
    - Gènere Stomatanthes
    - Gènere Tamaulipa
    - Gènere Trilisa

  - tribu Gnaphalieae
    - Gènere Acanthocladium
    - Gènere Acomis
    - Gènere Actinobole
    - Gènere Ammobium
    - Gènere Amphiglossa
    - Gènere Anaphalioides
    - Gènere Anaphalis
    - Gènere Anaxeton
    - Gènere Anderbergia
    - Gènere Anemocarpa
    - Gènere Angianthus
    - Gènere Anisothrix
    - Gènere Antennaria
    - Gènere Apalochlamys
    - Gènere Argentipallium
    - Gènere Argyroglottis
    - Gènere Argyrotegium
    - Gènere Arrowsmithia
    - Gènere Asteridea
    - Gènere Athrixia
    - Gènere Basedowia
    - Gènere Bellida
    - Gènere Blennospora
    - Gènere Bracteantha
    - Gènere Bryomorphe
    - Gènere Callilepis
    - Gènere Calocephalus
    - Gènere Calomeria
    - Gènere Cassinia
    - Gènere Cephalipterum
    - Gènere Cephalosorus
    - Gènere Chionolaena
    - Gènere Chondropyxis
    - Gènere Chrysocephalum
    - Gènere Chthonocephalus
    - Gènere Craspedia
    - Gènere Cratystylis
    - Gènere Decazesia
    - Gènere Dielitzia
    - Gènere Disparago
    - Gènere Dithyrostegia
    - Gènere Dolichothrix
    - Gènere Edmondia
    - Gènere Elytropappus
    - Gènere Epaltes
    - Gènere Eriochlamys
    - Gènere Erymophyllum
    - Gènere Euchiton
    - Gènere Ewartia
    - Gènere Feldstonia
    - Gènere Filago
    - Gènere Fitzwillia
    - Gènere Gamochaeta
    - Gènere Gilberta
    - Gènere Gilruthia
    - Gènere Gnaphalium
    - Gènere Gnephosis
    - Gènere Gratwickia
    - Gènere Haeckeria
    - Gènere Haegiela
    - Gènere Haptotrichion
    - Gènere Helichrysum
    - Gènere Hyalochlamys
    - Gènere Hyalosperma
    - Gènere Ifloga
    - Gènere Isoetopsis
    - Gènere Ixiolaena
    - Gènere Ixodia
    - Gènere Lachnospermum
    - Gènere Langebergia
    - Gènere Lasiopogon
    - Gènere Lawrencella
    - Gènere Lemooria
    - Gènere Leontopodium
    - Gènere Leptorhynchos
    - Gènere Leucochrysum
    - Gènere Leucogenes
    - Gènere Leucogenes x Raoulia
    - Gènere Leucophyta
    - Gènere Leysera
    - Gènere Logfia
    - Gènere Lucilia
    - Gènere Metalasia
    - Gènere Millotia
    - Gènere Myriocephalus
    - Gènere Neotysonia
    - Gènere Odixia
    - Gènere Oedera
    - Gènere Oreoleysera
    - Gènere Ozothamnus
    - Gènere Parantennaria
    - Gènere Pentatrichia
    - Gènere Petalacte
    - Gènere Phaenocoma
    - Gènere Pithocarpa
    - Gènere Plecostachys
    - Gènere Pleuropappus
    - Gènere Podolepis
    - Gènere Podotheca
    - Gènere Pogonolepis
    - Gènere Polycalymma
    - Gènere Pseudognaphalium
    - Gènere Pterochaeta
    - Gènere Pterygopappus
    - Gènere Pycnosorus
    - Gènere Quinetia
    - Gènere Quinqueremulus
    - Gènere Rachelia
    - Gènere Raoulia
    - Gènere Relhania
    - Gènere Rhodanthe
    - Gènere Rhynchopsidium
    - Gènere Rosenia
    - Gènere Rutidosis
    - Gènere Schoenia
    - Gènere Scyphocoronis
    - Gènere Siloxerus
    - Gènere Sinoleontopodium
    - Gènere Sondottia
    - Gènere Stoebe
    - Gènere Stuartina
    - Gènere Syncarpha
    - Gènere Taplinia
    - Gènere Tenrhynea
    - Gènere Thiseltonia
    - Gènere Tietkensia
    - Gènere Toxanthes
    - Gènere Trichanthodium
    - Gènere Trichogyne
    - Gènere Triptilodiscus
    - Gènere Troglophyton
    - Gènere Vellereophyton
    - Gènere Waitzia
    - Gènere Xerochrysum

  - tribu Helenieae
    - Gènere Amblyolepis
    - Gènere Baileya
    - Gènere Balduina
    - Gènere Gaillardia
    - Gènere Helenium
    - Gènere Hymenoxys
    - Gènere Marshallia
    - Gènere Pelucha
    - Gènere Plateilema
    - Gènere Psathyrotes
    - Gènere Psilostrophe
    - Gènere Tetraneuris
    - Gènere Trichoptilium

  - tribu Heliantheae
    - Gènere Acanthospermum
    - Gènere Acmella
    - Gènere Agnorhiza
    - Gènere Alvordia
    - Gènere Ambrosia
    - Gènere Angelphytum
    - Gènere Bahiopsis
    - Gènere Balsamorhiza
    - Gènere Baltimora
    - Gènere Berlandiera
    - Gènere Blainvillea
    - Gènere Borrichia
    - Gènere Calanticaria
    - Gènere Calyptocarpus
    - Gènere Chromolepis
    - Gènere Chrysogonum
    - Gènere Clibadium
    - Gènere Damnxanthodium
    - Gènere Delilia
    - Gènere Dimerostemma
    - Gènere Dracopis
    - Gènere Dugesia
    - Gènere Echinacea
    - Gènere Eclipta
    - Gènere Elaphandra
    - Gènere Encelia
    - Gènere Enceliopsis
    - Gènere Engelmannia
    - Gènere Flourensia
    - Gènere Geraea
    - Gènere Helianthella
    - Gènere Helianthus
    - Gènere Heliomeris
    - Gènere Heliopsis
    - Gènere Hidalgoa
    - Gènere Hymenostephium
    - Gènere Idiopappus
    - Gènere Iva
    - Gènere Jefea
    - Gènere Kingianthus
    - Gènere Lagascea
    - Gènere Lasianthaea
    - Gènere Lindheimera
    - Gènere Lipochaeta
    - Gènere Lundellianthus
    - Gènere Melanthera
    - Gènere Monactis
    - Gènere Montanoa
    - Gènere Oblivia
    - Gènere Otopappus
    - Gènere Oyedaea
    - Gènere Parthenium
    - Gènere Perymeniopsis
    - Gènere Perymenium
    - Gènere Philactis
    - Gènere Phoebanthus
    - Gènere Podachaenium
    - Gènere Podanthus
    - Gènere Ratibida
    - Gènere Rensonia
    - Gènere Riencourtia
    - Gènere Rojasianthe
    - Gènere Rudbeckia
    - Gènere Salmea
    - Gènere Sanvitalia
    - Gènere Scabrethia
    - Gènere Scalesia
    - Gènere Schizoptera
    - Gènere Sclerocarpus
    - Gènere Silphium
    - Gènere Simsia
    - Gènere Sphagneticola
    - Gènere Spilanthes
    - Gènere Squamopappus
    - Gènere Steiractinia
    - Gènere Synedrella
    - Gènere Tetrachyron
    - Gènere Tetranthus
    - Gènere Tilesia
    - Gènere Tithonia
    - Gènere Trichocoryne
    - Gènere Trigonopterum
    - Gènere Verbesina
    - Gènere Vigethia
    - Gènere Viguiera
    - Gènere Wamalchitamia
    - Gènere Wedelia
    - Gènere Wollastonia
    - Gènere Wyethia
    - Gènere Xanthium
    - Gènere Zaluzania
    - Gènere Zexmenia
    - Gènere Zinnia

  - tribu Inuleae
    - Gènere Allagopappus
    - Gènere Amblyocarpum
    - Gènere Antiphiona
    - Gènere Anvillea
    - Gènere Asteriscus
    - Gènere Blumea
    - Gènere Blumeopsis
    - Gènere Buphthalmum
    - Gènere Caesulia
    - Gènere Calostephane
    - Gènere Carpesium
    - Gènere Chiliadenus
    - Gènere Chrysophthalmum
    - Gènere Coleocoma
    - Gènere Dittrichia
    - Gènere Doellia
    - Gènere Duhaldea
    - Gènere Geigeria
    - Gènere Inula
    - Gènere Iphiona
    - Gènere Iphionopsis
    - Gènere Jasonia
    - Gènere Karelinia
    - Gènere Laggera
    - Gènere Lifago
    - Gènere Limbarda
    - Gènere Merrittia
    - Gènere Mollera
    - Gènere Nanothamnus
    - Gènere Ondetia
    - Gènere Pallenis
    - Gènere Pechuel-loeschea
    - Gènere Pegolettia
    - Gènere Pentanema
    - Gènere Perralderia
    - Gènere Pseudoconyza
    - Gènere Pulicaria
    - Gènere Rhanteriopsis
    - Gènere Rhanterium
    - Gènere Schizogyne
    - Gènere Stenachaenium
    - Gènere Telekia
    - Gènere Tessaria
    - Gènere Varthemia
    - Gènere Vieraea
    - Gènere Xerolekia
    - Gènere Zoutpansbergia

  - tribu Madieae
    - Gènere Achyrachaena
    - Gènere Adenothamnus
    - Gènere Amblyopappus
    - Gènere Anisocarpus
    - Gènere Argyroxiphium
    - Gènere Arnica
    - Gènere Baeriopsis
    - Gènere Blepharipappus
    - Gènere Blepharizonia
    - Gènere Calycadenia
    - Gènere Carlquistia
    - Gènere Centromadia
    - Gènere Constancea
    - Gènere Deinandra
    - Gènere Dubautia
    - Gènere Eatonella
    - Gènere Eriophyllum
    - Gènere Guardiola
    - Gènere Harmonia
    - Gènere Hemizonella
    - Gènere Hemizonia
    - Gènere Holocarpha
    - Gènere Holozonia
    - Gènere Hulsea
    - Gènere Kyhosia
    - Gènere Lagophylla
    - Gènere Lasthenia
    - Gènere Layia
    - Gènere Madia
    - Gènere Monolopia
    - Gènere Osmadenia
    - Gènere Pseudobahia
    - Gènere Raillardella
    - Gènere Syntrichopappus
    - Gènere Venegasia
    - Gènere Wilkesia

  - tribu Millerieae
    - Gènere Alepidocline
    - Gènere Alloispermum
    - Gènere Aphanactis
    - Gènere Axiniphyllum
    - Gènere Bebbia
    - Gènere Carramboa
    - Gènere Coespeletia
    - Gènere Cymophora
    - Gènere Desmanthodium
    - Gènere Dyscritothamnus
    - Gènere Espeletia
    - Gènere Espeletiopsis
    - Gènere Galinsoga
    - Gènere Guizotia
    - Gènere Ichthyothere
    - Gènere Jaegeria
    - Gènere Lecocarpus
    - Gènere Libanothamnus
    - Gènere Melampodium
    - Gènere Milleria
    - Gènere Oteiza
    - Gènere Paramiflos
    - Gènere Ruilopezia
    - Gènere Rumfordia
    - Gènere Sigesbeckia
    - Gènere Smallanthus
    - Gènere Tamania
    - Gènere Tetragonotheca
    - Gènere Tridax
    - Gènere Trigonospermum

  - tribu Neurolaeneae
    - Gènere Calea
    - Gènere Enydra
    - Gènere Greenmaniella
    - Gènere Neurolaena

  - tribu Perityleae
    - Gènere Amauria
    - Gènere Eutetras
    - Gènere Galeana
    - Gènere Pericome
    - Gènere Perityle
    - Gènere Villanova

  - tribu Plucheeae
    - Gènere Cylindrocline
    - Gènere Pluchea
    - Gènere Porphyrostemma
    - Gènere Pterocaulon
    - Gènere Rhodogeron
    - Gènere Sachsia
    - Gènere Sphaeranthus
    - Gènere Streptoglossa

  - tribu Polymnieae
    - Gènere Polymnia

  - tribu Senecioneae
    - Gènere Abrotanella
    - Gènere Acrisione
    - Gènere Adenostyles
    - Gènere Aequatorium
    - Gènere Aetheolaena
    - Gènere Antillanthus
    - Gènere Arnoglossum
    - Gènere Arrhenechthites
    - Gènere Austrosynotis
    - Gènere Barkleyanthus
    - Gènere Bedfordia
    - Gènere Bethencourtia
    - Gènere Blennosperma
    - Gènere Bolandia
    - Gènere Brachyglottis
    - Gènere Cacaliopsis
    - Gènere Capelio
    - Gènere Caucasalia
    - Gènere Charadranaetes
    - Gènere Chersodoma
    - Gènere Cineraria
    - Gènere Cissampelopsis
    - Gènere Crassocephalum
    - Gènere Cremanthodium
    - Gènere Crocidium
    - Gènere Culcitium
    - Gènere Curio
    - Gènere Dauresia
    - Gènere Delairea
    - Gènere Dendrocacalia
    - Gènere Dendrophorbium
    - Gènere Dendrosenecio
    - Gènere Dolichoglottis
    - Gènere Dolichorrhiza
    - Gènere Dorobaea
    - Gènere Ekmaniopappus
    - Gènere Elekmania
    - Gènere Emilia
    - Gènere Endocellion
    - Gènere Erechtites
    - Gènere Eriothrix
    - Gènere Euryops
    - Gènere Farfugium
    - Gènere Faujasia
    - Gènere Garcibarrigoa
    - Gènere Graphistylis
    - Gènere Gymnodiscus
    - Gènere Gynoxys
    - Gènere Gynura
    - Gènere Haastia
    - Gènere Hasteola
    - Gènere Herodotia
    - Gènere Hertia
    - Gènere Homogyne
    - Gènere Hubertia
    - Gènere Iocenes
    - Gènere Iranecio
    - Gènere Ischnea
    - Gènere Jacobaea
    - Gènere Jessea
    - Gènere Kleinia
    - Gènere Lasiocephalus
    - Gènere Leonis
    - Gènere Lepidospartum
    - Gènere Ligularia
    - Gènere Ligulariopsis
    - Gènere Lopholaena
    - Gènere Lordhowea
    - Gènere Luina
    - Gènere Lundinia
    - Gènere Mattfeldia
    - Gènere Miricacalia
    - Gènere Misbrookea
    - Gènere Monticalia
    - Gènere Nemosenecio
    - Gènere Nesampelos
    - Gènere Nordenstamia
    - Gènere Oldfeltia
    - Gènere Oresbia
    - Gènere Othonna
    - Gènere Packera
    - Gènere Papuacalia
    - Gènere Paragynoxys
    - Gènere Parasenecio
    - Gènere Pentacalia
    - Gènere Pericallis
    - Gènere Petasites
    - Gènere Phaneroglossa
    - Gènere Pittocaulon
    - Gènere Pojarkovia
    - Gènere Psacalium
    - Gènere Pseudogynoxys
    - Gènere Rainiera
    - Gènere Robinsonecio
    - Gènere Robinsonia
    - Gènere Roldana
    - Gènere Scrobicaria
    - Gènere Senecio
    - Gènere Sinacalia
    - Gènere Sinosenecio
    - Gènere Solanecio
    - Gènere Steirodiscus
    - Gènere Stilpnogyne
    - Gènere Syneilesis
    - Gènere Synotis
    - Gènere Talamancalia
    - Gènere Telanthophora
    - Gènere Tephroseris
    - Gènere Tetradymia
    - Gènere Traversia
    - Gènere Tussilago
    - Gènere Werneria
    - Gènere Xenophyllum
    - Gènere Zemisia

  - tribu Tageteae
    - Gènere Adenopappus
    - Gènere Adenophyllum
    - Gènere Arnicastrum
    - Gènere Bajacalia
    - Gènere Boeberastrum
    - Gènere Boeberoides
    - Gènere Chrysactinia
    - Gènere Clappia
    - Gènere Comaclinium
    - Gènere Coulterella
    - Gènere Dysodiopsis
    - Gènere Dyssodia
    - Gènere Flaveria
    - Gènere Gymnolaena
    - Gènere Haploesthes
    - Gènere Harnackia
    - Gènere Hydrodyssodia
    - Gènere Hydropectis
    - Gènere Jamesianthus
    - Gènere Jaumea
    - Gènere Lescaillea
    - Gènere Leucactinia
    - Gènere Nicolletia
    - Gènere Oxypappus
    - Gènere Pectis
    - Gènere Porophyllum
    - Gènere Pseudoclappia
    - Gènere Sartwellia
    - Gènere Schizotrichia
    - Gènere Strotheria
    - Gènere Tagetes
    - Gènere Thymophylla
    - Gènere Urbinella
    - Gènere Varilla
    - Gènere Vilobia
- Subfamília Barnadesioideae
  - Gènere Arnaldoa
  - Gènere Barnadesia
  - Gènere Chuquiraga
  - Gènere Dasyphyllum
  - Gènere Doniophyton
  - Gènere Duseniella
  - Gènere Fulcaldea
  - Gènere Huarpea
  - Gènere Schlechtendalia
- Subfamília Carduoideae
  - tribu Cardueae
    - subtribu Cardopatiinae
      - Gènere Cardopatium

    - subtribu Carduinae
      - Gènere Alfredia
      - Gènere Amphoricarpos
      - Gènere Ancathia
      - Gènere Arctium
      - Gènere Berardia
      - Gènere Carduus
      - Gènere Cephanonoplos
      - Gènere Chardinia
      - Gènere Cirsium
      - Gènere Cnicus
      - Gènere Cousinia
      - Gènere Cousiniopsis
      - Gènere Cynara
      - Gènere Diplazoptilon
      - Gènere Dipterocome
      - Gènere Dolomiaea
      - Gènere Frolovia
      - Gènere Galactites
      - Gènere Hemistepta
      - Gènere Himalaiella
      - Gènere Hyalochaete
      - Gènere Hypacanthium
      - Gènere Jurinea
      - Gènere Jurinella
      - Gènere Lamyropappus
      - Gènere Lamyropsis
      - Gènere Lipschitziella
      - Gènere Notobasis
      - Gènere Olgaea
      - Gènere Onopordum
      - Gènere Outreya
      - Gènere Picnomon
      - Gènere Polytaxis
      - Gènere Ptilostemon
      - Gènere Saussurea
      - Gènere Schmalhausenia
      - Gènere Siebera
      - Gènere Silybum
      - Gènere Staehelina
      - Gènere Synurus
      - Gènere Syreitschikovia
      - Gènere Tiarocarpus
      - Gènere Tyrimnus
      - Gènere Xanthopappus
      - Gènere Xeranthemum

    - subtribu Carlininae
      - Gènere Atractylis
      - Gènere Atractylodes
      - Gènere Carlina
      - Gènere Thevenotia
      - Gènere Tugarinovia

    - subtribu Centaureinae
      - Gènere Acroptilon
      - Gènere Aegialophila
      - Gènere Aetheopappus
      - Gènere Amberboa
      - Gènere Archiserratula
      - Gènere Callicephalus
      - Gènere Carduncellus
      - Gènere Carthamus
      - Gènere Centaurea
      - Gènere Centaurothamnus
      - Gènere Cheirolophus
      - Gènere Colymbada
      - Gènere Crocodylium
      - Gènere Crupina
      - Gènere Femeniasia
      - Gènere Hyalea
      - Gènere Karvandarina
      - Gènere Klasea
      - Gènere Klaseopsis
      - Gènere Leuzea
      - Gènere Mantisalca
      - Gènere Myopordon
      - Gènere Ochrocephala
      - Gènere Oligochaeta
      - Gènere Phonus
      - Gènere Plagiobasis
      - Gènere Plectocephalus
      - Gènere Psephellus
      - Gènere Rhaponticoides
      - Gènere Rhaponticum
      - Gènere Russowia
      - Gènere Schischkinia
      - Gènere Serratula
      - Gènere Stemmacantha
      - Gènere Stephanochilus
      - Gènere Stizolophus
      - Gènere Tricholepis
      - Gènere Volutaria
      - Gènere Zoegea

    - subtribu Echinopsinae
      - Gènere Acantholepis
      - Gènere Echinops

  - tribu Dicomeae
    - Gènere Dicoma
    - Gènere Macledium
    - Gènere Pasaccardoa

  - tribu Oldenburgieae
    - Gènere Oldenburgia

  - tribu Tarchonantheae
    - Gènere Brachylaena
    - Gènere Tarchonanthus
- Subfamília Cichorioideae
  - tribu Arctotideae
    - subtribu Arctotidinae
      - Gènere Arctotheca
      - Gènere Arctotis
      - Gènere Cymbonotus
      - Gènere Dymondia
      - Gènere Haplocarpha

    - subtribu Gorteriinae
      - Gènere Berkheya
      - Gènere Berkheyopsis
      - Gènere Cullumia
      - Gènere Cuspidia
      - Gènere Didelta
      - Gènere Gazania
      - Gènere Gorteria
      - Gènere Heterorhachis
      - Gènere Hirpicium

  - tribu Cichorieae
    - subtribu Chondrillinae
      - Gènere Chondrilla
      - Gènere Phitosia
      - Gènere Willemetia

    - subtribu Cichoriinae
      - Gènere Arnoseris
      - Gènere Cichorium
      - Gènere Erythroseris
      - Gènere Phalacroseris
      - Gènere Tolpis

    - subtribu Crepidinae
      - Gènere Askellia
      - Gènere Crepidiastrixeris
      - Gènere Crepidiastrum
      - Gènere Crepis
      - Gènere Garhadiolus
      - Gènere Heteracia
      - Gènere Ixeridium
      - Gènere Ixeris
      - Gènere Lapsana
      - Gènere Paraixeris
      - Gènere Rhagadiolus
      - Gènere Soroseris
      - Gènere Taraxacum
        - unclassified Taraxacum

      - Gènere Youngia

    - subtribu Hieraciinae
      - Gènere Andryala
      - Gènere Hieracium
      - Gènere Hispidella
      - Gènere Pilosella

    - subtribu Hyoseridinae
      - Gènere Actites
      - Gènere Aetheorhiza
      - Gènere Aposeris
      - Gènere Babcockia
      - Gènere Chrysoprenanthes
      - Gènere Dendroseris
      - Gènere Embergeria
      - Gènere Hyoseris
      - Gènere Kirkianella
      - Gènere Lactucosonchus
      - Gènere Launaea
      - Gènere Reichardia
      - Gènere Sonchus
      - Gènere Sventenia
      - Gènere Taeckholmia

    - subtribu Hypochaeridinae
      - Gènere Hedypnois
      - Gènere Helminthotheca
      - Gènere Hypochaeris
      - Gènere Leontodon
      - Gènere Picris
      - Gènere Prenanthes
      - Gènere Scorzoneroides
      - Gènere Urospermum

    - subtribu Lactucinae
      - Gènere Cephalorrhynchus
      - Gènere Chaetoseris
      - Gènere Cicerbita
      - Gènere Lactuca
      - Gènere Mulgedium
      - Gènere Mycelis
      - Gènere Notoseris
      - Gènere Paraprenanthes
      - Gènere Pterocypsela
      - Gènere Stenoseris

    - sous-tribu Microseridinae
      - Gènere Agoseris
      - Gènere Anisocoma
      - Gènere Atrichoseris
      - Gènere Calycoseris
      - Gènere Chaetadelpha
      - Gènere Glyptopleura
      - Gènere Krigia
      - Gènere Lygodesmia
      - Gènere Malacothrix
      - Gènere Marshalljohnstonia
      - Gènere Microseris
      - Gènere Munzothamnus
      - Gènere Nothocalais
      - Gènere Picrosia
      - Gènere Pinaropappus
      - Gènere Pleiacanthus
      - Gènere Prenanthella
      - Gènere Pyrrhopappus
      - Gènere Rafinesquia
      - Gènere Shinnersoseris
      - Gènere Stebbinsoseris
      - Gènere Stephanomeria
      - Gènere Uropappus

    - subtribu Scolyminae
      - Gènere Catananche
      - Gènere Hymenonema
      - Gènere Scolymus

    - subtribu Scorzonerinae
      - Gènere Epilasia
      - Gènere Geropogon
      - Gènere Koelpinia
      - Gènere Lasiospora
      - Gènere Podospermum
      - Gènere Pterachaenia
      - Gènere Scorzonera
      - Gènere Takhtajaniantha
      - Gènere Tourneuxia
      - Gènere Tragopogon

    - Gènere Steptorhamphus
    - subtribu Warioniinae
      - Gènere Warionia

  - tribu Eremothamneae
    - Gènere Eremothamnus
    - Gènere Hoplophyllum

  - tribu Gundelieae
    - Gènere Gundelia

  - tribu Liabeae
    - Gènere Cacosmia
    - Gènere Chionopappus
    - Gènere Chrysactinium
    - Gènere Dillandia
    - Gènere Erato
    - Gènere Liabum
    - Gènere Munnozia
    - Gènere Oligactis
    - Gènere Paranephelius
    - Gènere Philoglossa
    - Gènere Pseudonoseris
    - Gènere Sinclairia

  - tribu Platycarpheae
    - Gènere Platycarphella

  - tribu Vernonieae
    - subtribu Centrapalinae
      - Gènere Cabobanthus
      - Gènere Centauropsis
      - Gènere Centrapalus
      - Gènere Hilliardiella

    - subtribu Centratherinae
      - Gènere Centratherum

    - subtribu Chrestinae
      - Gènere Chresta

    - subtribu Dipterocypselinae
      - Gènere Heterocypsela

    - subtribu Distephaninae
      - Gènere Distephanus

    - subtribu Elephantopinae
      - Gènere Elephantopus

    - subtribu Erlangeinae
      - Gènere Bothriocline
      - Gènere Brachythrix
      - Gènere Cyanthillium
      - Gènere Ethulia
      - Gènere Gutenbergia
      - Gènere Muschleria
      - Gènere Orbivestus
      - Gènere Parapolydora
      - Gènere Vernoniastrum

    - subtribu Gymnantheminae
      - Gènere Gymnanthemum

    - subtribu Hesperomanniinae
      - Gènere Hesperomannia

    - subtribu Leiboldiinae
      - Gènere Lepidonia
      - Gènere Stramentopappus

    - subtribu Lepidaploinae
      - Gènere Chrysolaena
      - Gènere Lepidaploa
      - Gènere Lessingianthus

    - subtribu Linziinae
      - Gènere Baccharoides
      - Gènere Linzia

    - subtribu Lychnophorinae
      - Gènere Eremanthus
      - Gènere Lychnophora

    - subtribu Piptocarphinae
      - Gènere Critoniopsis
      - Gènere Piptocarpha

    - subtribu Sipolisiinae
      - Gènere Sipolisia

    - subtribu Stokesiinae
      - Gènere Stokesia

    - subtribu Vernoniinae
      - Gènere Albertinia
      - Gènere Eirmocephala
      - Gènere Vernonanthura
      - Gènere Vernonia

    - Vernonieae incertae sedis
      - Gènere Eremosis
      - Gènere Gorceixia
      - Gènere Strobocalyx
      - Gènere Tephrothamnus

  - Cichorioideae incertae sedis
    - Gènere Heterolepis
- Subfamília Corymbioideae
  - tribu Corymbieae
    - Gènere Corymbium
- Subfamília Gochnatioideae
  - tribu Gochnatieae
    - Gènere Cnicothamnus
    - Gènere Cyclolepis
    - Gènere Gochnatia
    - Gènere Richterago
- Subfamília Gymnarrhenoideae
  - tribu Gymnarrheneae
    - Gènere Gymnarrhena
- Subfamília Hecastocleidoideae
  - Gènere Hecastocleis
- Subfamília Mutisioideae
  - tribu Mutisieae
    - Gènere Adenocaulon
    - Gènere Brachyclados
    - Gènere Chaetanthera
    - Gènere Chaptalia
    - Gènere Gerbera
    - Gènere Leibnitzia
    - Gènere Mutisia
    - Gènere Pachylaena
    - Gènere Trichocline

  - tribu Nassauvieae
    - Gènere Acourtia
    - Gènere Ameghinoa
    - Gènere Burkartia
    - Gènere Calopappus
    - Gènere Calorezia
    - Gènere Dolichlasium
    - Gènere Holocheilus
    - Gènere Jungia
    - Gènere Leucheria
    - Gènere Lophopappus
    - Gènere Moscharia
    - Gènere Nassauvia
    - Gènere Oxyphyllum
    - Gènere Pamphalea
    - Gènere Perezia
    - Gènere Polyachyrus
    - Gènere Proustia
    - Gènere Triptilion
    - Gènere Trixis

  - tribu Onoserideae
    - Gènere Aphyllocladus
    - Gènere Gypothamnium
    - Gènere Lycoseris
    - Gènere Onoseris
    - Gènere Plazia
    - Gènere Urmenetea
- Subfamília Pertyoideae
  - tribu Pertyeae
    - Gènere Ainsliaea
    - Gènere Catamixis
    - Gènere Macroclinidium
    - Gènere Myripnois
    - Gènere Pertya
- Subfamília Stifftioideae
  - Gènere Duidaea
  - tribu Stifftieae
    - Gènere Dinoseris
    - Gènere Gongylolepis
    - Gènere Hyaloseris
    - Gènere Stifftia
- Subfamília Wunderlichioideae
  - tribu Hyalideae
    - Gènere Hyalis
    - Gènere Ianthopappus
    - Gènere Leucomeris
    - Gènere Nouelia

  - tribu Wunderlichieae
    - Gènere Chimantaea
    - Gènere Stenopadus
    - Gènere Stomatochaeta
    - Gènere Wunderlichia
- Asteraceae incertae sedis
  - Gènere Feddea